# Vluchtmisdrijf (De Kiekeboes-album)
Vluchtmisdrijf is het 123ste stripverhaal van De Kiekeboes. Dit album voor de reeks van Merho werd door striptekenaar Kristof Fagard getekend, inkt door Peter Koeken. Het album verscheen op 16 december 2009.

## Verhaal
Tomboy, de nieuwe vriendin van Fanny, gaat op zoek naar haar vader die ze nooit gekend heeft. Haar moeder zwijgt in alle talen over hem en de enige aanwijzing die Tomboy heeft, is het hoofdje van een Donald Duck-beeldje. Via via komen ze terecht in een groezelige nachtclub die net werd gekocht door Firmin Van de Kasseien. Hij zet hen op het spoor van Ray Bann, een vooraanstaand figuur in de internationale vrouwenhandel die een teruggetrokken leven leidt op Cyprus...

## Achtergronden en culturele verwijzingen bij het verhaal
- Striptekenaar Willy Linthout krijgt als verwoed verzamelaar een kleine bijrol toebedeeld in dit verhaal.
- Dit album bevat ook verwijzingen naar de Vlaamse misdaadserie Matroesjka's. Decklatt is bijvoorbeeld een karikatuur van Raymond Van Mechelen en Grazzaff van Eddy Stoefs.
- Ray Bann is een woordspeling op Ray-Ban, een merk van zonnebrillen.